# Powiat Rhön-Grabfeld
Powiat Rhön-Grabfeld (niem. Landkreis Rhön-Grabfeld) – powiat w Niemczech, w kraju związkowym Bawaria, w rejencji Dolna Frankonia, w regionie Main-Rhön.
Siedzibą powiatu Rhön-Grabfeld jest miasto Bad Neustadt an der Saale.

## Podział administracyjny
W skład powiatu Rhön-Grabfeld wchodzi:
- sześć gmin miejskich (Stadt)
- trzy gminy targowe (Markt)
- 28 gmin wiejskich (Gemeinde)
- siedem wspólnot administracyjnych (Verwaltungsgemeinschaft)
- osiem obszarów wolnych administracyjnie (gemeindefreies Gebiet)

Miasta:
| Lp. | Nazwa miasta                | Ludność (31.12.2011) | Powierzchnia km² |
| --- | --------------------------- | -------------------- | ---------------- |
| 1   | Bad Königshofen im Grabfeld | 6.887                | 69,52            |
| 2   | Bad Neustadt an der Saale   | 15.559               | 36,79            |
| 3   | Bischofsheim in der Rhön    | 4.722                | 67,72            |
| 4   | Fladungen                   | 2.165                | 46,37            |
| 5   | Mellrichstadt               | 5.734                | 55,78            |
| 6   | Ostheim vor der Rhön        | 3.477                | 40,73            |

Gminy targowe:
| Lp. | Nazwa gminy targowej | Ludność (31.12.2011) | Powierzchnia km² |
| --- | -------------------- | -------------------- | ---------------- |
| 1   | Oberelsbach          | 2.743                | 67,66            |
| 2   | Saal an der Saale    | 1.469                | 21,57            |
| 3   | Trappstadt           | 1.011                | 25,80            |

Gminy wiejskie:
| Lp. | Nazwa gminy                | Ludność (31.12.2011) | Powierzchnia km² |
| --- | -------------------------- | -------------------- | ---------------- |
| 1   | Aubstadt                   | 734                  | 11,93            |
| 2   | Bastheim                   | 2.511                | 41,75            |
| 3   | Burglauer                  | 1.650                | 13,95            |
| 4   | Großbardorf                | 909                  | 16,54            |
| 5   | Großeibstadt               | 1.148                | 16,64            |
| 6   | Hausen                     | 702                  | 24,21            |
| 7   | Hendungen                  | 962                  | 22,85            |
| 8   | Herbstadt                  | 642                  | 20,69            |
| 9   | Heustreu                   | 1.218                | 10,56            |
| 10  | Höchheim                   | 1.164                | 25,25            |
| 11  | Hohenroth                  | 3.568                | 17,14            |
| 12  | Hollstadt                  | 1.591                | 24,31            |
| 13  | Niederlauer                | 1.727                | 9,07             |
| 14  | Nordheim vor der Rhön      | 1.092                | 16,56            |
| 15  | Oberstreu                  | 1.568                | 22,60            |
| 16  | Rödelmaier                 | 919                  | 6,28             |
| 17  | Salz                       | 2.347                | 8,65             |
| 18  | Sandberg                   | 2.592                | 28,04            |
| 19  | Schönau an der Brend       | 1.281                | 15,58            |
| 20  | Sondheim vor der Rhön      | 995                  | 18,58            |
| 21  | Stockheim                  | 1.132                | 19,86            |
| 22  | Strahlungen                | 918                  | 13,43            |
| 23  | Sulzdorf an der Lederhecke | 1.132                | 36,41            |
| 24  | Sulzfeld                   | 1.736                | 22,52            |
| 25  | Unsleben                   | 923                  | 8,93             |
| 26  | Willmars                   | 639                  | 12,17            |
| 27  | Wollbach                   | 1.293                | 7,58             |
| 28  | Wülfershausen an der Saale | 1.464                | 18,12            |

Wspólnoty administracyjne:
| Lp. | Nazwa wspólnoty administracyjnej | Ludność (31.12.2011) | Powierzchnia km² | Liczba gmin |
| --- | -------------------------------- | -------------------- | ---------------- | ----------- |
| 1   | Bad Königshofen im Grabfeld      | 7.328                | 159,14           | 7           |
| 2   | Bad Neustadt an der Saale        | 12.410               | 84,10            | 7           |
| 3   | Fladungen                        | 3.959                | 87,14            | 3           |
| 4   | Heustreu                         | 5.025                | 61,38            | 4           |
| 5   | Mellrichstadt                    | 11.907               | 162,84           | 5           |
| 6   | Ostheim vor der Rhön             | 5.111                | 71,48            | 3           |
| 7   | Saal an der Saale                | 4.081                | 56,33            | 3           |

Obszary wolne administracyjnie:
| Lp. | Nazwa obszaru                     | Ludność (31.12.2011) | Powierzchnia km² |
| --- | --------------------------------- | -------------------- | ---------------- |
| 1   | Bundorfer Forst                   | niezamieszkany       | 18,06            |
| 2   | Burgwallbacher Forst              | niezamieszkany       | 16,18            |
| 3   | Forst Schmalwasser-Nord           | niezamieszkany       | 1,69             |
| 4   | Forst Schmalwasser-Süd            | niezamieszkany       | 14,31            |
| 5   | Mellrichstadter Forst             | niezamieszkany       | 4,14             |
| 6   | Steinacher Forst rechts der Saale | niezamieszkany       | 19,85            |
| 7   | Sulzfelder Forst                  | niezamieszkany       | 2,54             |
| 8   | Weigler                           | niezamieszkany       | 2,74             |

## Zmiany administracyjne
1 lipca 2021
- przyłączenie gminy Bastheim do wspólnoty administracyjnej Mellrichstadt